# Epipactis lusitanica
Epipactis lusitanica là một loài thực vật có hoa trong họ Lan. Loài này được D.Tyteca mô tả khoa học đầu tiên năm 1988.